# 曾紆
曾纡（1073年—1135年），字公袞，一字公卷，晚号空青先生，建昌軍南豐（今江西南豐）人。
北宋宰相曾布第四子。熙寧六年出生，幼年学诗於母親魏玩。以荫擔任承务郎。紹聖年間任中弘詞科。崇寧初年，坐元祐黨籍，貶谪永州零陵。後遇赦，调监南京、河南税，改签书宁国军（今安徽宣城县）节度判官。建炎年間爲兩浙轉運副使。紹興初年，拜爲直顯謨閣。紹興二年（1132年）知撫州。三年，擔任江南西路轉運副使。四年九月，任司農少卿，改福建路提點刑獄，五年二月進直寳文閣。紹興五年，擔任信州知州，改移衢州，十月，卒於赴衢州路上，得年六十三歲。著有《南遊記舊》一卷。其子曾炎辑遺集为《云庄集》20卷，已佚。有一女嫁王铚。